# Jos de Vos
Jos de Vos (Boskoop, 14 februari 1991) is een Nederlandse voormalige langebaanschaatser. Zijn specialisatie lag op het allrounden.
Bij het NK afstanden voor junioren 2009 behaalde hij het zilver op de 5000m. Zijn debuut bij de senioren, de NK allround 2011, sloot hij af op een 20e plaats. van 2012 tot 2015 trainde hij bij Team New Balance (het voormalige 1nP en Project 2018). In 2015 ging hij voor Team JustLease.nl rijden. Tussen 2018 en 2020 kwam De Vos uit voor TalentNED. Tussen 2020 en 2022 maakte hij deel uit van Team Zaanlander. In april 2022 stopte hij met schaatsen.
De Vos heeft het vwo afgemaakt aan het rooms-katholieke Pax Christi College in Druten.

## Persoonlijke records
| Afstand      | Tijd     | Datum            | Baan       |
| ------------ | -------- | ---------------- | ---------- |
| 500 meter    | 37,24    | 27 december 2014 | Heerenveen |
| 1000 meter   | 1.12,33  | 12 oktober 2019  | Inzell     |
| 1500 meter   | 1.47,01  | 20 maart 2016    | Calgary    |
| 3000 meter   | 3.41,34  | 14 oktober 2018  | Inzell     |
| 5000 meter   | 6.21,10  | 6 oktober 2018   | Heerenveen |
| 10.000 meter | 13.02,58 | 28 december 2021 | Heerenveen |

## Resultaten
| Jaar | NK Afstanden                                  | NK Allround             |
| ---- | --------------------------------------------- | ----------------------- |
| 2011 |                                               | NC20 (19e, 15e, 20e, -) |
| 2012 | 17e 5000m                                     | 7e (11e, 8e, 10e, 8e)   |
| 2013 | 13e 1500m                                     | NC10 (12e, 10e, 11e, -) |
| 2014 | 16e 1500m 14e 5000m                           | NC9 (15e, 10e, 5e, -)   |
| 2015 | 13e 1500m 16e 5000m 13e 10.000m 7e massastart | 6e (12e, 5e, 5e, 5e)    |
| 2016 | 17e 5000m                                     | 6e (9e, 6e, 5e, 5e)     |
| 2017 | 13e 1500m 8e 5000m 8e 10.000m                 | 4e · (13e, 4e, 5e, )    |
| 2018 | 10e 500m 10e 5000m 10e 10.000m                | 5e (14e, 5e, 8e, 4e)    |
| 2019 | 13e 1500m 11e 5000m 8e 10.000m                | 5e · (12e, , 7e, 4e)    |
| 2020 | 12e 1500m 13e 5000m                           | NC11 (14e, 9e, 12e, -)  |
| 2021 | 15e 1500m 14e 5000m                           | NC14 (15e, 18e, 12e, -) |
| 2022 | 7e 5000m 7e 10.000m 23e massastart            |                         |

## Adelskalender
| 500 m  | 1500 m | 5000 m | 10.000 m | punten  |
| ------ | ------ | ------ | -------- | ------- |
| 37,240 | 35,670 | 38,110 | 39,824   | 150,844 |

Op de Adelskalender, de wereldranglijst aller tijden voor het allroundschaatsen welke is samengesteld aan de hand van de persoonlijke records van de schaatsers op de afstanden van de grote vierkamp zou De Vos met zijn huidige puntentotaal van 150,844 (6 oktober 2018) na 20 februari 1999 niet meer bovenaan hebben gestaan. Toen kwam Rintje Ritsma op een puntentotaal van 150,720.